# GIER

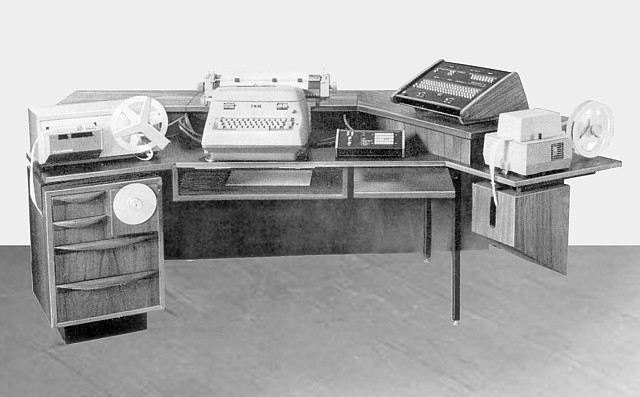
Stůl operátora počítače Gier

GIER patřil mezi počítače druhé generace, jejichž základními stavebními prvky jsou tranzistory a další diskrétní elektronické součástky. Výrobcem počítače byla dánská firma Regnecentralen (anglicky) v Kodani. Byl to jeden z prvních sálových počítačů (mainframe), dovezených do ČSSR ze západní Evropy a USA v polovině 60. let 20. stol. Na mezinárodní výstavě Incomex 66, která se konala v Praze v květnu roku 1966, byl kromě počítačů dalších pěti typů uzavřen i kontrakt na dovoz počítačů Gier.
Jeden ze dvou importovaných počítačů tohoto typu byl instalován v Ústavu jaderného výzkumu ČSAV v Řeži u Prahy, druhý pak v tehdejším Ústavu technickej kybernetiky SAV v Bratislavě.

## Specifikace

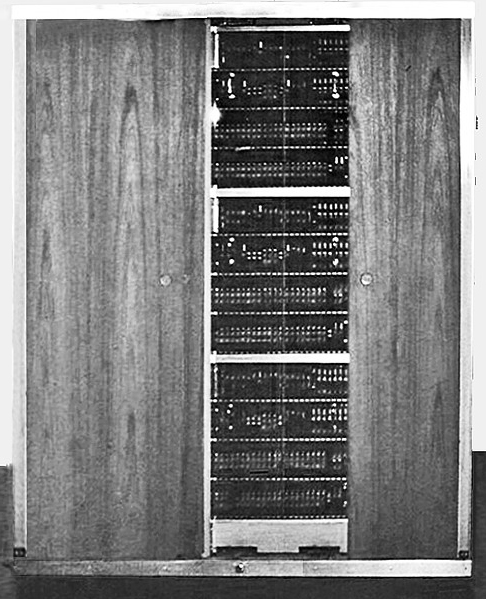
Centrální jednotka

- Procesor (CPU) počítače Gier měl celkem devět binárních registrů (1×1, 1×2, 4×10, 1×12, 1×40 a 1×41 bitů), realizovaných na tranzistorových klopných obvodech.
- Feritová operační paměť měla kapacitu 1024 slov o délce 42‑bitů.
- Počítač byl vybaven vnější bubnovou magnetickou pamětí, která obsahovala 12 800 slov.
- Rychlost výpočtu činila 20 000 operací/s (50μs/op).
- V pevné řádové čárce byl rozsah čísel ± 239, tj. cca 12 dekadických míst obojího znaménka. V plovoucí řádové čárce byl rozsah čísel (7,4×10−155 – 1,3×10154) s přesností 1,8×10−9.

Podrobné informace o hardware i software počítače Gier v dánštině, a částečně také v angličtině, lze najít v obsáhlých seznamech pramenů, které jsou dostupné ve dvou internetových článcích dánské instituce Data Museum (v dánštině) (článek1, článek 2).

## Vstup a výstup

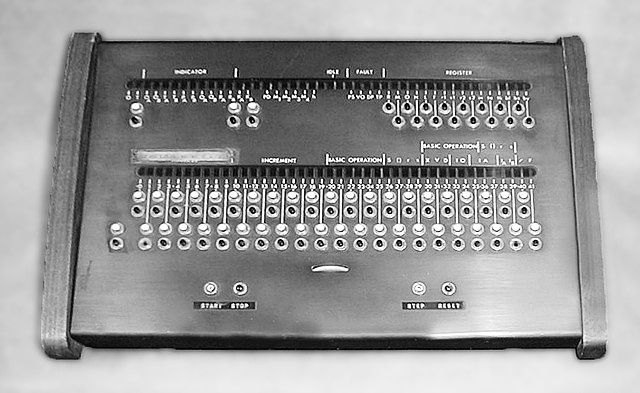
Řídící panel

Počítač Gier byl ovládán prostřednictvím řídícího panelu (konzole). Na úvodním obrázku je tento panel vidět na pravé straně horní desky stolu operátora počítače. Zde bylo možno monitorovat obsahy jednotlivých registrů a paměťových buněk, dále pak pomocí přepínačů 0‐1 zadávat jejich obsahy a spouštět i zastavovat provádění sekvence instrukcí CPU. Základní výstupní periferií byl psací stroj IBM, píšící rychlostí 10 znaků/s. Na zmíněném úvodním obrázku byl tento psací stroj umístěn ve středu desky operátorova stolu.

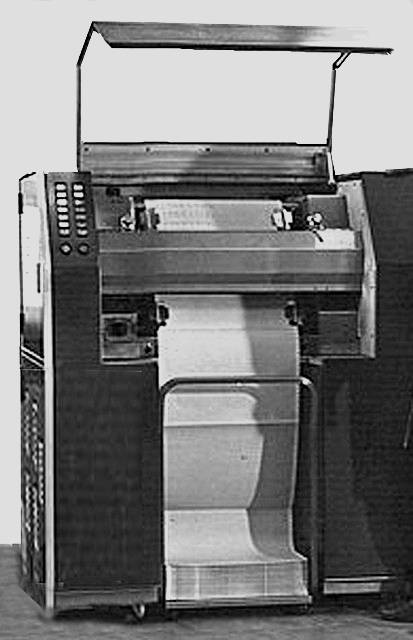
Bubnová tiskárna

Jako další alfanumerická výstupní periferie byla s počítačem standardně dodávána vysokorychlostní bubnová tiskárna(anglicky) Anelex, která tiskla na tabelační papír rychlostí 11 řádek/s. Sada tištěných znaků byla zde však omezena jen na číslice, sadu pomocných znaků a písmena velké abecedy. Další přídavnou periferií, kterou bylo možno k počítači připojit, byl souřadnicový zapisovač (plotter) Calcomp(anglicky), vykreslující grafy s přesností 0,1mm rychlostí 2–3 cm/s.
Zcela specifické pro počítač Gier bylo akustické monitorování jeho chodu pomocí malého reproduktoru, umístěného na boku řídícího panelu. Tento reproduktor byl připojen přes zesilovač k jednomu z bitů 12bitového registru příznaků. Zkušené ucho operátora odtud snadno dešifrovalo, jaké operace v počítači právě probíhají, či zda nedošlo k nějaké chybě.

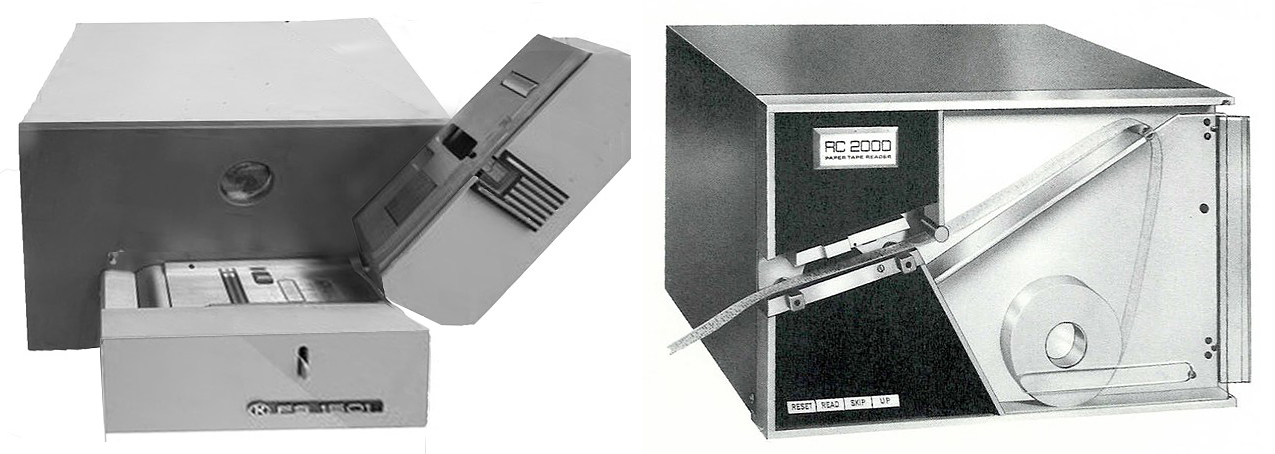
Optické čtečky FS-1501 a RC-2000

Vstup programů i dat byl zprostředkován čtečkou a děrovačkou osmistopé děrné pásky. Původní pomalá čtecí jednotka, která je v obrázku patrna na levém okraji stolu operátora, byla později nahrazena rychlou optickou čtečkou československé výroby Tesla FS‑1501 s rychlostí 1500 znaků/s, která byla užívána v ÚJV ČSAV v Řeži, případně čtečkou s rychlostí 2000 znaků/s typu RC‑2000, používanou v bratislavském ÚTK SAV. Jako děrovač byl běžně užíván Facit‑150.

## Programování

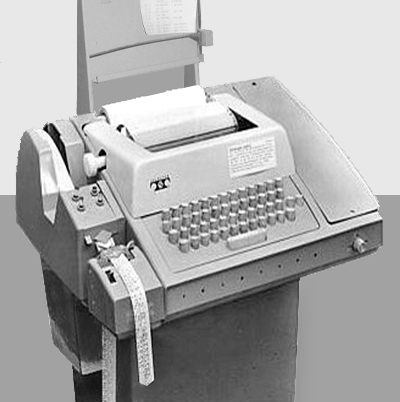
Teletype ASR-33

Nativním programovacím jazykem počítače Gier byl asembler, který sestával ze zhruba stovky základních strojových instrukcí, ovládajících funkce CPU. Při prvním spouštění nebo při restartu počítače bylo třeba nejprve zadat z řídícího panelu pomocí přepínačů první tři instrukce a do snímače děrné pásky vložit pásku se spouštěcím programem HELP 3. Tento program byl jakýmsi primitivním operačním systémem, po jehož načtení počítač "ožil". Teprve potom bylo možné načíst do počítače uživatelský program.
Hlavním programovacím jazykem vyšší úrovně, v němž byly pro Gier psány uživatelské programy, byl GIER ALGOL 4 , vytvořený speciálně pro tento počítač. Jeho autorem byl Peter Naur. Pásky se zdrojovými texty programů psanými v tomto jazyce byly připravovány předem s použitím dálnopisných terminálů Teletype ASR-33 (anglicky), které byly vybaveny mechanickou čtečkou a děrovačkou osmistopých papírových pásek.
Lze připomenout, že ALGOL, který byl pro programování počítače Gier používán, byl vůbec prvním jazykem vyšší úrovně procedurálního typu, podporujícím strukturované programování. Na základě ALGOLu později vznikly jazyky Pascal, C a mnohé další.